# Pteroptrix conifuniculata
Pteroptrix conifuniculata är en stekelart som först beskrevs av Huang 1992.  Pteroptrix conifuniculata ingår i släktet Pteroptrix och familjen växtlussteklar. Inga underarter finns listade i Catalogue of Life.